# Burg Châlus-Maulmont
Die Burg Châlus-Maulmont (französisch Château de Châlus-Maulmont), auch als Tour du Fort bezeichnet, liegt im Stadtbereich der französischen Gemeinde Châlus im Département Haute-Vienne (Region Nouvelle-Aquitaine).

## Geographie
Die als Festung konzipierte Höhenburg steht auf einer Anhöhe linkerhand des kleinen Flusstals der Tardoire, auf rund 370 Meter Höhe über dem Meer. Auf der anderen Talseite gegenüber befindet sich ein Felsvorsprung, dem die Burg Châlus-Chabrol aufsitzt. An der Ostseite der Burgruine führt jetzt die Rue Gourdon vorbei – mit ausreichend Parkgelegenheiten für den Besuch.
Die Burg ist ein Bestandteil der Route Richard-Cœur-de-Lion.

## Geologie
Die Burg Châlus-Maulmont ist auf gebänderten, leptynitischen Augengneisen des nordwestlichen Massif Central errichtet. Die Foliation dieser hochmetamorphen Gesteine aus der Unteren Gneisdecke des Limousins streicht hier Nord und fällt mit rund 40 Grad nach Osten ein. Die Augengneise sind als synklinales Scharnier in die umgebenden Paragneise großräumig eingefaltet.

## Beschreibung
Der ursprüngliche Grundriss der Burg war im 13. Jahrhundert rechteckiger Natur mit zwei gegenüberliegenden Türmen an der Nordwest- und der Südostecke. Das Hauptgebäude (Logis) war zweistöckig mit großen gotischen Spitzbogenfenstern (mit Doppelbögen und darüberliegender Fensterrose) auf der Süd- und Ostseite, die den Hauptaufenthaltsraum im Obergeschoss erhellten. Der Zugang zu den beiden Türmen erfolgte vom Obergeschoss aus durch zwei leicht spitzbogenförmige Türöffnungen. Zu den Sälen im Obergeschoss führte eine Treppe, die im Innern des Mauerwerks untergebracht war.

## Geschichte

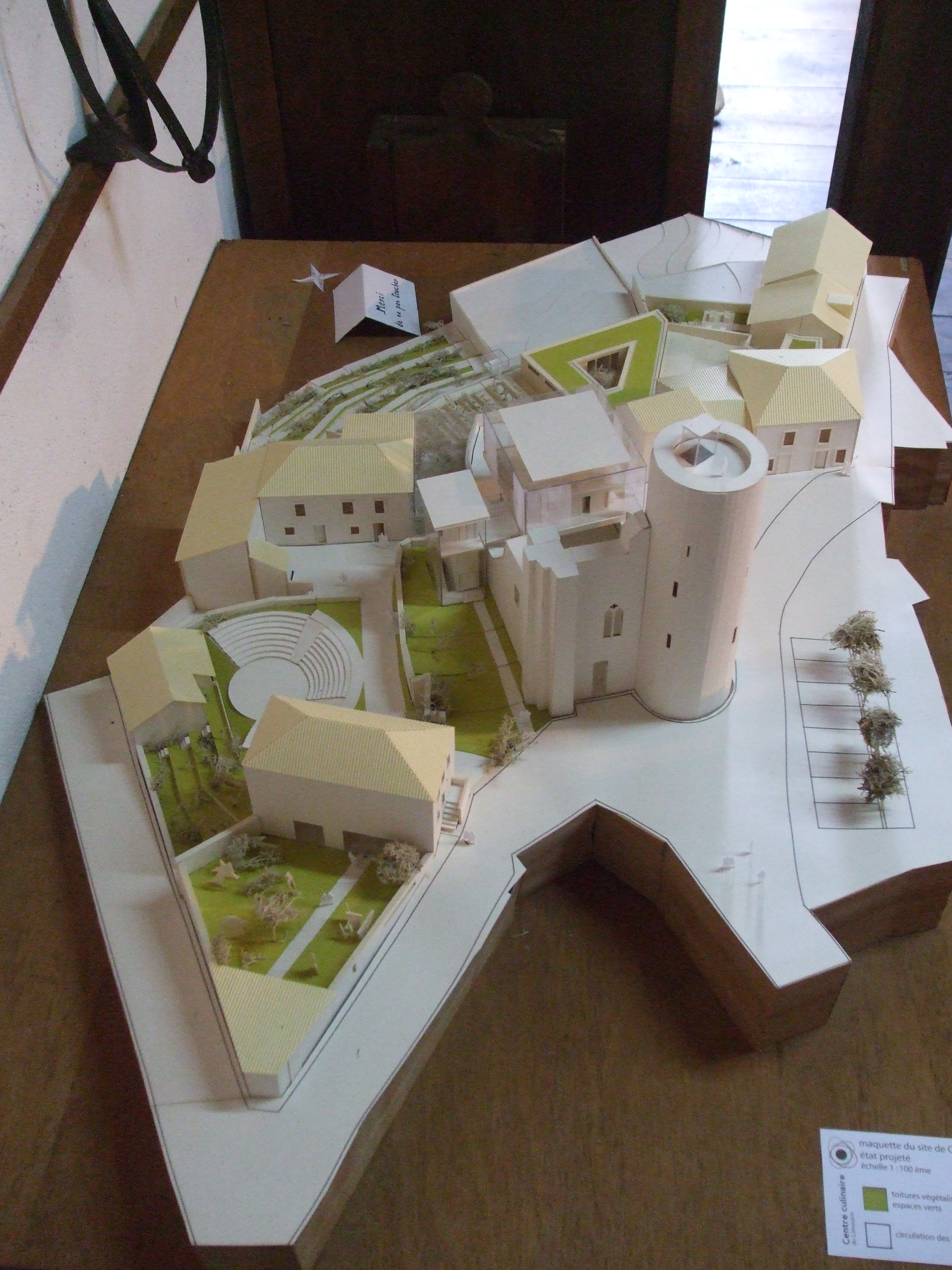
Modell der geplanten Reintegration von Châlus Maulmont

Die Burg wurde zwischen 1275 und 1280 in der Unterstadt von Châlus von Géraud de Maulmont (auch Maumont) errichtet – dem Berater der Vizegräfin von Limoges Marguerite de Bourgogne. Die Ländereien gehörten damals noch zur Burg Chalucet.
Zu Beginn der Französischen Revolution im Jahr 1789 waren der Nordwestturm und das Hauptaufenthaltsgebäude noch intakt, diese wurden aber zwischen 1794 und 1799 von den Einwohnern von Châlus schwer beschädigt, welche die Burg als Steinbruch benutzten. Der restliche erhaltene Teil der Burg diente bis 1820 als Gefängnis. Im selben Jahr wurde dieser dann dem Grafen von Bourbon Busset (dessen jüngere Nebenlinie Bourbon-Châlus lautet) zurückgegeben.
Im Jahr 1888 unterzog der Archäologe und Architekt Jules Tixier auf Ersuchen des Grafen von Châlus die Burganlage einer rigorosen Untersuchung, da bereits zum damaligen Zeitpunkt schwerwiegende Einsturzgefahr herrschte. Im Jahr 1928 brach dann am Haupthaus der vernachlässigte Dachstuhl ein. Am 20. März 1994 ereignete sich der katastrophale Einsturz des übriggebliebenen Südostturms. Der Turm war 27,6 Meter hoch und hatte einen Durchmesser von 8,70 Meter, bei einer Mauerstärke von 2,50 Meter. Die Schuttmassen begruben zwei anliegende bewohnte Häuser, eine Scheune und einige Fahrzeuge – wie durch ein Wunder kam jedoch hierbei niemand zu Schaden.
Mit finanzieller Hilfe der Brauerei Duplessi (und deren Marke Chevalier de Maulmont) konnte im Jahr 2005 die Restaurierung der Burg in Angriff genommen werden. Es bestehen ferner jetzt Pläne, die Burg Châlus-Maulmont in ein kulinarisches Viertel zu integrieren.
Die Burg ist seit dem 25. März 1981 als Monument historique eingeschrieben und somit denkmalgeschützt.